# کاستلارو
کاستلارو (به ایتالیایی: Castellaro) یک کومونه در ایتالیا است که در استان ایمپریا واقع شده‌است. کاستلارو ۸٫۷ کیلومتر مربع مساحت و ۱٬۰۸۳ نفر جمعیت دارد.